# Trigonomma speculifrons
Trigonomma speculifrons är en tvåvingeart som först beskrevs av Günther Enderlein 1911.  Trigonomma speculifrons ingår i släktet Trigonomma och familjen fritflugor. Inga underarter finns listade i Catalogue of Life.